# Паров Стелар
Маркус Фиредер, познатији по свом сценском имену Паров Стелар (Parov Stelar; Линц, 27. новембар 1974) аустријски је музичар, продуцент и ди-џеј. Његов музички стил се заснива на комбинацији џеза, хауса, електра и брејкбита. Познат је и као један од пионира електросвинга.

## Биографија
Маркус Фиредер се прво појавио као ди-џеј у ноћним клубовима средином 1990-их. Продуцентским и издавачким послом је почео да се бави 2000-их. Када је издао свој први макси сингл (где је још увек користио своје право име и сценски надимак Плазма), основао је и своју издавачки кућу Etage Noir Recordings 2003. Годину дана касније, када је већ као сценско име користио име Паров Стелар за које сам каже да га је пронашао на интернету као игру речи, нумера Kiss Kiss је почела да се пушта на познатој аустријској радио-станици FM4. Kiss Kiss, а одмах након тога и Rough Cuts, обезбедиле су му пролаз на интернационалној сцени електронске музике.
Паров Стелар је био међу првима у Европи који су продуцирали елекросвинг музику. Након албума Shine, Би-Би-Си је прогласио Парова Стелара за једног од актуелних продуцената који највише обећавају у целој Европи. Његов специфични приступ музичком продуцирању, комбинован са доказаним осећајем за звучну естетику, довео је до позитивне реакције публике и колега из целог света, осигуравајући Парову Стелару као оснивачу новог музичког жанра електросвинг велику репутацију.
Паров Стелар се први пут уживо појавио са бендом у новембру 2005. То је покренуло концертну серију у разним европским градовима, као и појављивање на музичким фестивалима као што су Glastonbury, Eurockéennes, Rock Werchter, Solidays и Zurich Open Air, те наступе у Истанбулу и Мексико Ситију. Постава бенда варира од Паров Стелар трија па све до пуне поставе бенда који чине Паров Стелар (’програмирање’), Клео Пантера (вокали), Џери ди Монца (труба), Макс Сакс (саксофон), Вили Ларсон мл. (бубњеви) и Мајкл Витнер (бас).
Освојио је четири награде на додели музичке награде Амадеус, године 2013. (најбољи наступ уживо, најбољи електронски наступ, најбољи албум) и 2014. (најбољи наступ уживо). Паров Сталер је сарађивао са Ланом дел Реј, Брајаном Феријем и Лејди Гагом. Издао је шест албума, више од двадесед ЕП-јева и независно продао више од 250.000 албума. Сингл Booty Swing је достигао високу позицију на листама електронске музике iTunes у Америци и Канади. Песма Booty Swing је обрада песме Лил Хардин Амрстронг из 1938. која се зове Oriental Swing.
Његове песме су коришћене на стотинама компилација широм света као и у ТВ емисијама, ТВ серијама, филмовима, рекламама итд.; ово му је донело разна интернационална признања. Музички спотови који користе његову музику броје се у стотинама милиона прегледа. Catgroove, визуелна верзија аустријског плесача TSC Forsythe, до сада је забележила више од 30 милиона прегледа.

## Датуми турнеје 2015.
| №  | Датум | Датум | Догађај                  | Локација                  |
| №  | Дан   | Месец | Догађај                  | Локација                  |
| -- | ----- | ----- | ------------------------ | ------------------------- |
| 1  | 17.   | април | Rockhal                  | Луксембург (Луксембург)   |
| 2  | 18.   | април | Zénith de Strasbourg     | Стразбур (Француска)      |
| 3  | 30.   | април | Marxhalle                | Беч (Аустрија)            |
| 4  | 2.    | мај   | Seawave Festival         | Гдањск (Пољска)           |
| 5  | 5.    | јун   | Confluences de Montereau | Монтро (Француска)        |
| 6  | 13.   | јун   | Northside Festivalu      | Обихеј (Данска)           |
| 7  | 19.   | јун   | Hurricane Festival       | Шесел (Немачка)           |
| 8  | 20.   | јун   | Southside Festival       | Нојхаузен об Ек (Немачка) |
| 9  | 25.   | јун   | Electric Castle Festival | Клуж-Напока (Румунија)    |
| 10 | 3.    | јун   | Volt Festival            | Шопрон (Мађарска)         |

## Дискографија

### Албуми
| Година | Албум                                 | Детаљи                                                                              | Најбоље позиције на листама | Најбоље позиције на листама | Најбоље позиције на листама | Најбоље позиције на листама | Најбоље позиције на листама | Најбоље позиције на листама |
| Година | Албум                                 | Детаљи                                                                              | AUT                         | FR                          | GER                         | GRE                         | NLD                         | SWI                         |
| ------ | ------------------------------------- | ----------------------------------------------------------------------------------- | --------------------------- | --------------------------- | --------------------------- | --------------------------- | --------------------------- | --------------------------- |
| 2001.  | Shadow Kingdom                        | 2×12" Vinyl & CD, Bushido Recordings, as Plasma                                     | —                           | —                           | —                           | —                           | —                           | —                           |
| 2004.  | Rough Cuts                            | CD, Etage Noir Recordings                                                           | —                           | —                           | —                           | —                           | —                           | —                           |
| 2005.  | Seven and Storm                       | CD, Etage Noir Recordings                                                           | —                           | —                           | —                           | —                           | —                           | —                           |
| 2007.  | Shine                                 | CD, Etage Noir Recordings                                                           | —                           | —                           | —                           | —                           | —                           | —                           |
| 2008.  | Daylight                              | CD, Rambling Records                                                                | —                           | —                           | —                           | —                           | —                           | —                           |
| 2009.  | That Swing – Best Of                  | CD, Etage Noir Recordings                                                           | —                           | —                           | —                           | —                           | —                           | —                           |
| 2009.  | Coco                                  | CD, Etage Noir Recordings                                                           | 65                          | —                           | —                           | 10                          | —                           | —                           |
| 2012.  | The Princess                          | CD, Etage Noir Recordings                                                           | 4                           | —                           | 35                          | 8                           | 86                          | 9                           |
| 2013.  | The Invisible Girl(Parov Stelar Trio) | CD, Etage Noir Recordings                                                           | 18                          | —                           | —                           | 4                           | —                           | 40                          |
| 2013.  | The Art of Sampling                   | 2 CDs, 2 LPs, CD, DD Etage Noir Recordings, Island Records, Universal Music Germany | 6                           | 117                         | 35                          | —                           | —                           | 27                          |

### ЕП
- 2001: Shadow Kingdom EP (12" Vinyl, Bushido Recordings, as Plasma)
- 2002: Lo Tech Trash (12" Vinyl, Bushido Recordings, as Marcus Füreder)
- 2004: KissKiss (12" Vinyl, Etage Noir Recordings)
- 2004: Move On! (12" Vinyl, Etage Noir Recordings)
- 2004: Wanna Get (12" Vinyl, Etage Noir Recordings)
- 2004: Primavera (12" Vinyl, Auris Recordings)
- 2005: Music I Believe In (12" Vinyl, ~Temp Records, as Marcus Füreder)
- 2005: A Night in Torino (12" Vinyl, Etage Noir Recordings)
- 2005: Spygame (12" Vinyl, Etage Noir Recordings)
- 2006: Parov Stelar EP (12" Vinyl, Big Sur)
- 2006: Charleston Butterfly (12" Vinyl, Etage Noir Recordings)
- 2007: Jet Set EP (12" Vinyl, Etage Noir Special)
- 2007: Sugar (12" Vinyl, Etage Noir Recordings)
- 2008: The Flame of Fame (12" Vinyl, Etage Noir Recordings)
- 2008: Libella Swing (12" Vinyl, Etage Noir Recordings)
- 2009: Coco EP (12" Vinyl, Etage Noir Recordings)
- 2010: The Phantom EP (12" Vinyl, Etage Noir Recordings)
- 2010: The Paris Swingbox EP (Etage Noir Recordings)
- 2011: La Fête EP (12" Vinyl, Etage Noir Recordings)
- 2012: Jimmy's Gang EP (Etage Noir Recordings)
- 2014: Clap Your Hands (Etage Noir Recordings)

### Синглови
| Година | Сингл                               | Позиције на листама | Позиције на листама | Позиције на листама | Позиције на листама | Најбоља позиција на топ листама |
| Година | Сингл                               | AUT                 | FR                  | GER                 | SWI                 | Најбоља позиција на топ листама |
| ------ | ----------------------------------- | ------------------- | ------------------- | ------------------- | ------------------- | ------------------------------- |
| 2010.  | The Phantom                         | 69                  | —                   | —                   | —                   | The Phantom EP                  |
| 2012.  | Jimmy's Gang                        | 43                  | —                   | —                   | —                   | Jimmy's Gang EP                 |
| 2012.  | Nobody's Fool (feat. Cleo Panther)  | 60                  | —                   | —                   | —                   |                                 |
| 2013.  | Keep on Dancing (feat. Marvin Gaye) | 45                  | —                   | —                   | —                   |                                 |
| 2014.  | All Night                           | 42                  | 57                  | 35                  | 57                  |                                 |
| 2014.  | Clap Your Hands                     | 52                  | —                   | —                   | —                   | Clap Your Hands                 |
| 2014.  | The Sun (feat. Graham Candy)        | 31                  | —                   | —                   | —                   | The Sun EP                      |

Други синглови
- 2000: Synthetica / Stompin' Ground" (12" Vinyl, Bushido Recordings, as Marcus Füreder)
- 2001: Guerrilla (12" Vinyl, Bushido Recordings, as Marcus Füreder)
- 2004: Get Up on Your Feet (12" Vinyl, Sunshine Enterprises)
- 2005: Faith (Maxi-CD, Etage Noir Recordings)
- 2007: Rock For / Love (12" Vinyl, Etage Noir Recordings)
- 2007: Shine (Maxi-CD, Etage Noir Recordings)
- 2013: The Mojo Radio Gang